# Párducgalóca
A párducgalóca (Amanita pantherina) a galócafélék családjába tartozó, Eurázsiában, Észak-Amerikában és Dél-Afrikában honos, lomberdőkben és fenyvesekben élő, mérgező gombafaj. 

## Megjelenése
A párducgalóca kalapja 5-12 cm széles, fiatalon félgömb alakú, majd domborúan, idősen laposan kiterül. Felülete sima, nedvesen tapadós és fényes. Széle röviden (a szélesség 10-15%-áig), finoman bordázott, fiatalon befelé hajló, kifejletten egyenes. Színe mélybarna, gesztenyebarna vagy halványbarna. Kezdetben fehér teljes burok védi, amely apró, fehér vagy krémszínű, könnyen letörölhető pettyekre szakadozik; ezek – különösen fiatalon – sűrűn borítják a kalap felszínét.  
Húsa a tönknél 6-8 mm vastag, a szélek felé egyenletesen vékonyodik, az utolsó millimétereken csak hártya marad. Színe fehér, sérülésre nem változik, a kalapbőr alatt nem sárgul. Kissé retekszagú, íze enyhe, gombaszerű. 
Sűrű lemezei szabadon állnak vagy felkanyarodók, a féllemezek rövidek. Színük eleinte fehér, idősen megszürkülnek.
Tönkje 6-15 cm magas és 0,5-2 cm vastag. Alakja hengeres vagy kissé felfelé vékonyodó, tövénél párkányszerűen peremes, 2-3 cm széles gumó található, rajta több pelyhes, gyűrűszerű zónával. Színe fehér, idővel barnás árnyalattal. Felülete finoman pelyhes, szálas, a gallér felett sima. A viszonylag alul elhelyezkedő gallér gyengén fejlett, lelógó, fehér, széle nem bordázott. Bocskora nincs. 
Spórapora fehér. Spórája tojásdad vagy széles ellipszis alakú, sima, inamiloid, mérete 8-12 x 6,5-7,5 µm.

### Hasonló fajok
A piruló galóca, a szürke selyemgomba és az ehető nagy őzlábgomba hasonlíthat hozzá.

## Elterjedése és termőhelye
Eurázsiában és Észak-Amerikában honos, Dél-Afrikába behurcolták. Magyarországon gyakori.
Lombos és fenyőerdőkben egyaránt megtalálható, leginkább bükk és tölgy alatt él. Júniustól novemberig terem. 
Mérgező. Méreganyaga az iboténsav és a muszcimol, kisebb mértékben muszkarint és muszkazont is tartalmaz. A tünetek a fogyasztás után 1-2 órával jelentkeznek, hányinger, hányás után motoros izgalom, tér- és időérzékelési zavarok, felfokozott érzelmi állapot, vörös, száraz nyálkahártyák, szapora szívműködés, nyugtalanság, delírium, hallucinációk léphetnek fel. Különösen súlyos esetben (kezelés nélkül 1-2%-ban) a légzőizmok bénulása miatt halált is okozhat, de alapesetben nem halálosan mérgező gombafaj. 

## Felhasználása
Egy 2011-ben végzett kínai laborkutatás szerint a párducgalócából és az Amanita subjunquillea-ból kivont poliszacharidok in vitro tumorellenes aktivitással rendelkeznek  

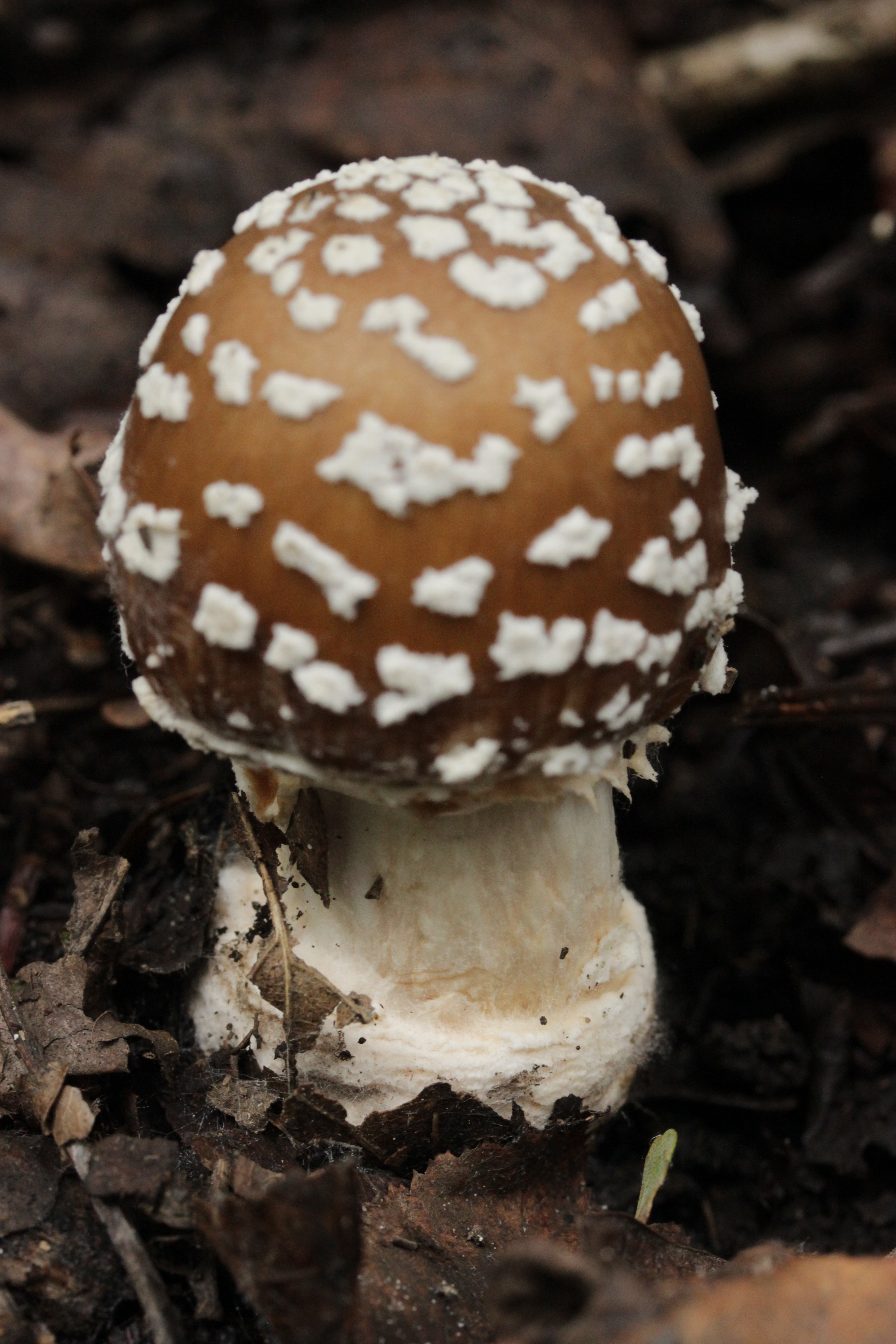
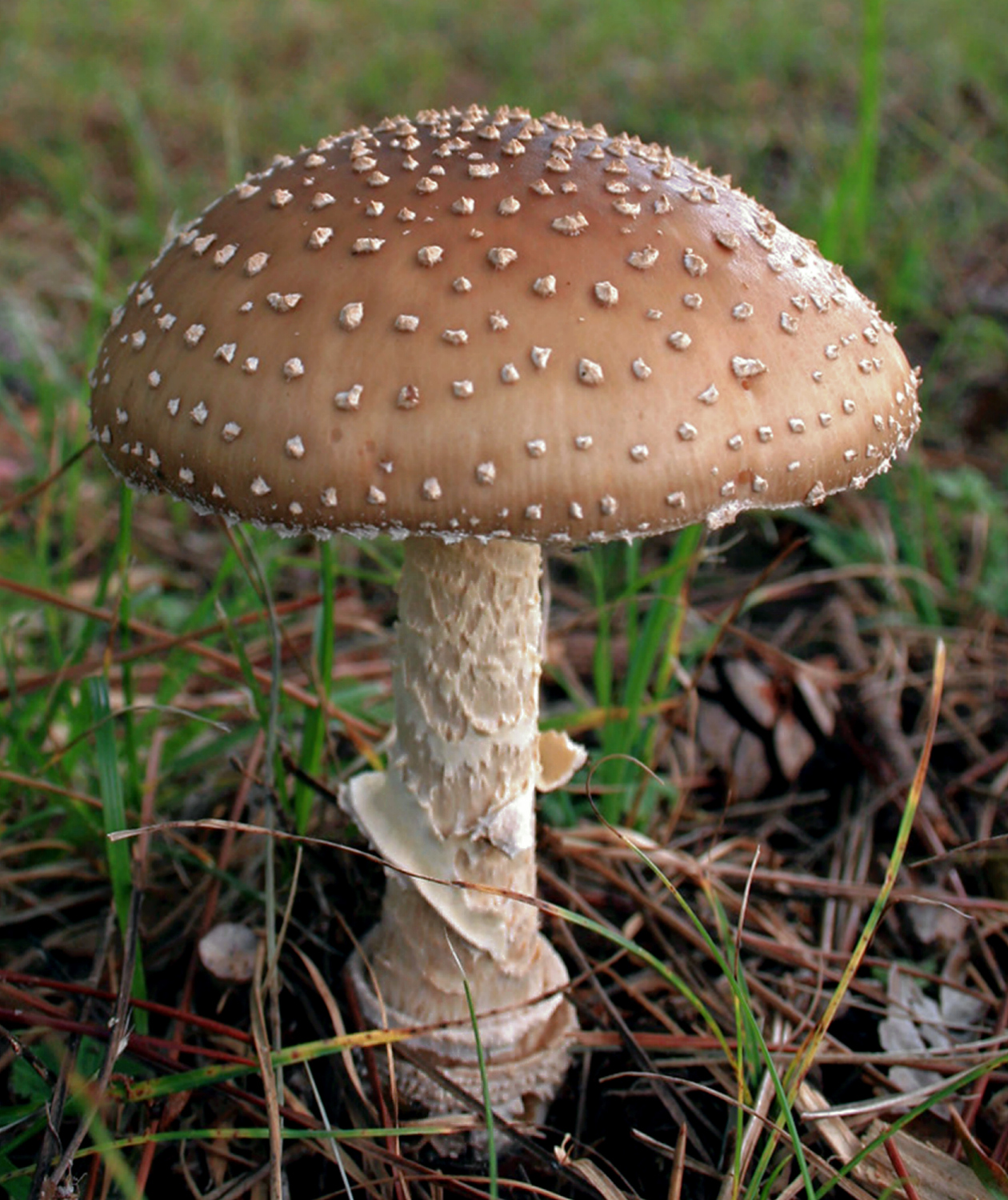
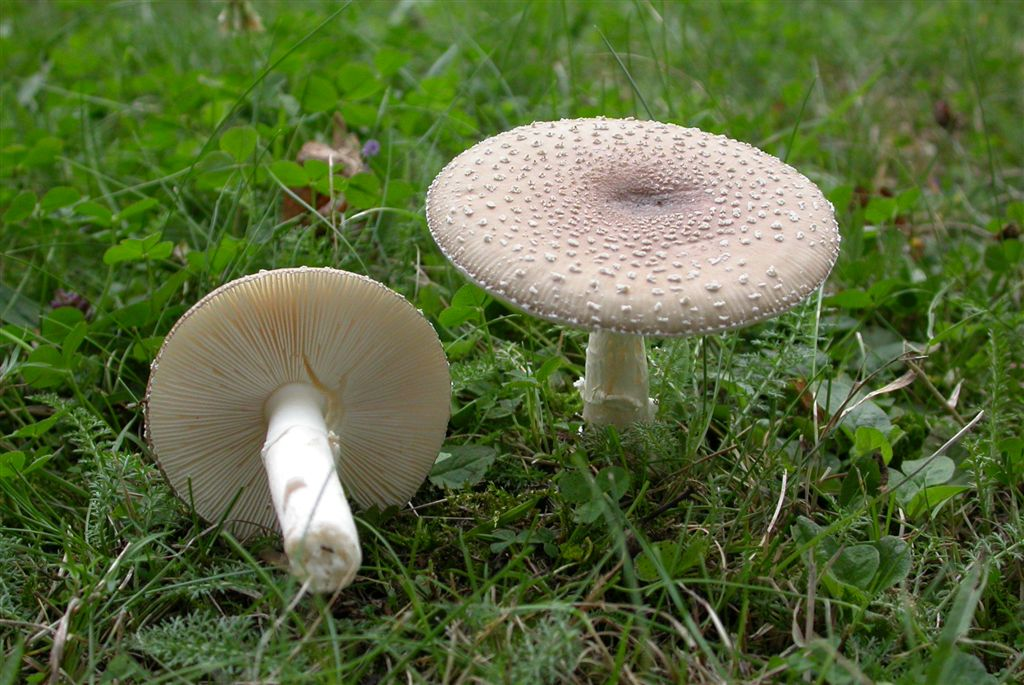
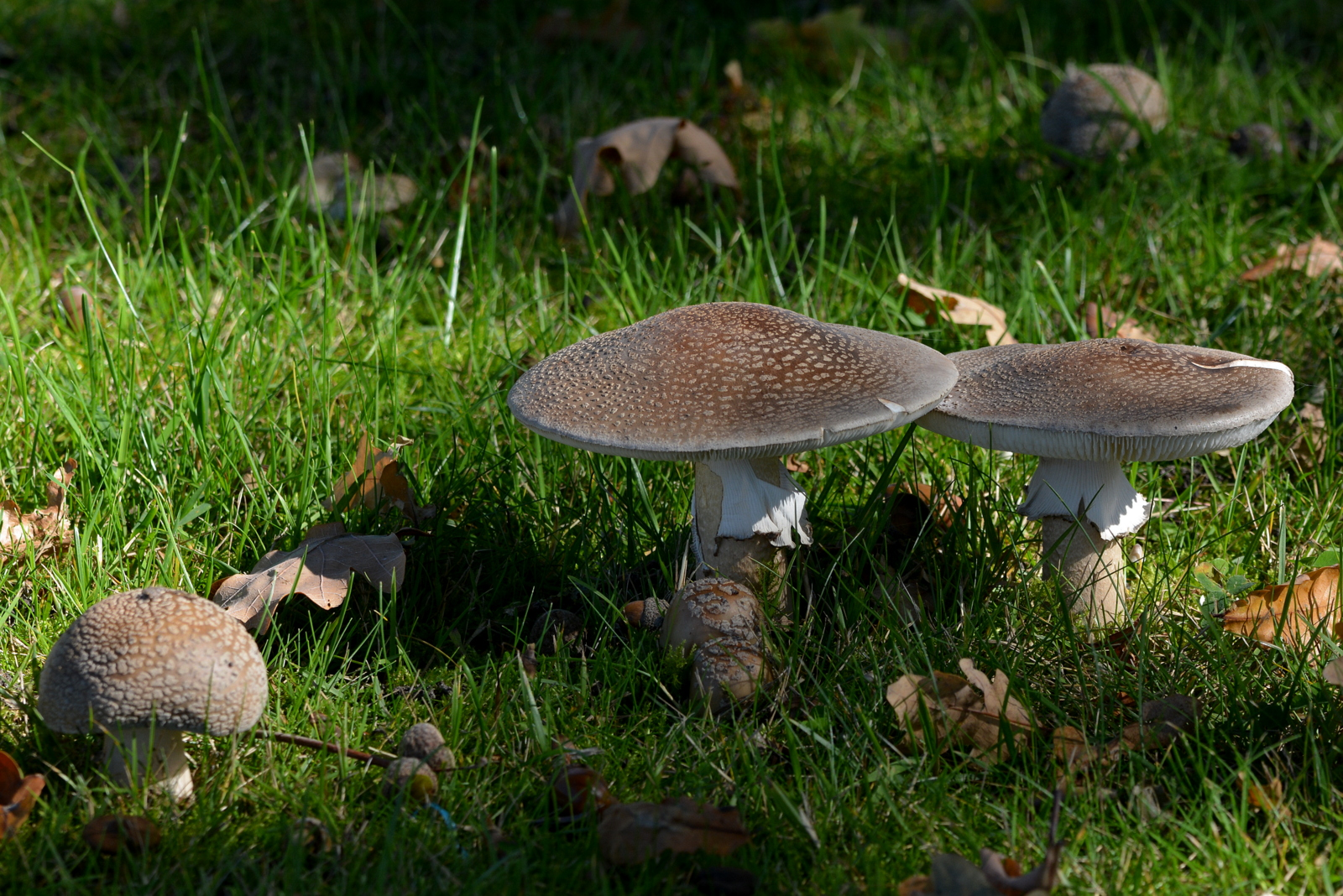
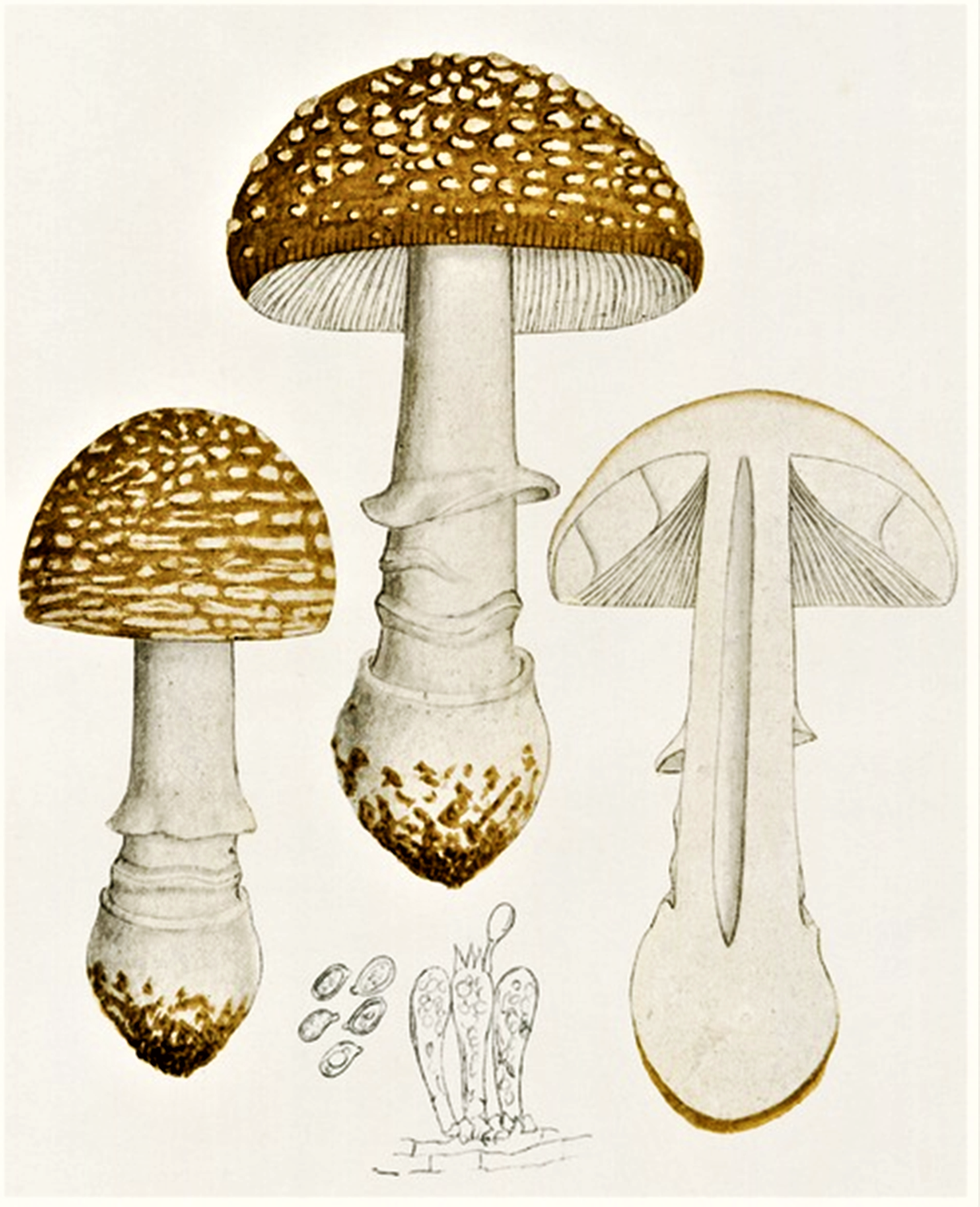